# Przy Morskim Oku (obraz Walerego Eljasza-Radzikowskiego)
Przy Morskim Oku (inny tytuł Turystki w Tatrach) – obraz olejny namalowany przez polskiego malarza i fotografa Walerego Eljasza-Radzikowskiego w 1893, znajdujący się w zbiorach Muzeum Tatrzańskiego im. dra Tytusa Chałubińskiego w Zakopanem.

## Opis
Obraz przedstawia dwie kobiety w eleganckich sukniach, którym towarzyszy przewodnik tatrzański na wycieczce w Tatrach, prawdopodobnie nad jeziorem Morskie Oko. Kobiety z lornetką i serdakiem podpierają się turystycznymi alpensztokami. Przewodnik ubrany w tradycyjny strój góralski objaśnia turystkom szczegóły otaczającego ich krajobrazu. 
Do malowania Eljasz-Radzikowski użył własnych studiów fotograficznych, a za modeli posłużyły córki malarza i przewodnik tatrzański Jan Gąsienica Byrcyn.